# Fritz Gerlich
Pour les articles homonymes, voir Gerlich.
Carl Albert Fritz Gerlich, né le 15 février 1883 à Stettin et mort le 30 juin 1934 à Dachau, est un historien et journaliste allemand et l’une des figures de proue de la presse d’opposition au nazisme. Ses prises de position lui valurent d’être assassiné lors de la nuit des Longs Couteaux.

## Biographie
Il est né le 15 février 1883 à Stettin, dans la province de Poméranie. Fritz Gerlich est l’aîné des trois fils de Paul Gerlich, grossiste en poisson. Il est élevé dans un environnement calviniste. Il obtient son diplôme d’études secondaires en 1901. Le 9 octobre 1902, il épouse Sophie Stempfle à Munich, ville dans laquelle il poursuit ses études.
À côté de ses activités d’archiviste, Fritz Gerlich publie de nombreux articles sur les mouvements conservateurs, nationalistes et antisocialistes, dans les pages du Süddeutschen Monatsheften et dans celles du Die Wirklichkeit. En 1919, il publie le livre Der Kommunismus als Lehre vom Tausendjährigen Reich. De 1920 à 1928, il est le rédacteur en chef des Münchner Neueste Nachrichten (de), prédécesseur de l’actuelle Süddeutsche Zeitung. Il quitte ce journal le 25 février 1928. Bien qu'une clause de son contrat précisât qu'il ne pouvait pas être licencié, il démissionne.
En 1920, il se porte candidat au Reichstag et au Landtag de Bavière sous l'étiquette du Deutsche Demokratische Partei (parti démocrate allemand) de tendance libérale.
À la fin de 1923, après la tentative de coup d’État d’Adolf Hitler lors du putsch de la brasserie, Fritz Gerlich, jusque-là sympathisant du mouvement national-socialiste, se transforme en un critique engagé du NSDAP et en adversaire d’Hitler.
La résistance de Fritz Gerlich trouve ses racines dans le catholicisme social. Il a fait, en 1927, la connaissance de Thérèse Neumann, qui l’encourage dans son opposition au nazisme et sous l’influence de laquelle il se convertit au catholicisme. À l'origine, il voulait démasquer la « duperie » des stigmates que présentait Thérèse Neumann, mais Gerlich se convertit par la suite à la foi catholique. En 1929, il publia ses expériences et le résultat de ses études critiques sur Thérèse Neumann dans deux volumes aux éditions Kösel & Pustet.
Après la perte de son poste de rédacteur en chef, Fritz Gerlich travaille à nouveau comme archiviste et fonde en 1930 le périodique Der gerade Weg dont il fait, sur un ton polémique un outil de lutte contre le nazisme et le communisme. Il y écrit notamment dans l'édition du 31 juillet 1932 : « Voici ce que signifie le national-socialisme : le mensonge, la haine, le meurtre et une misère sans limites ». Il y est rejoint par Georg Bell (de) qui a quitté le parti nazi.
Après l’accession des nazis au pouvoir Georg Bell (de) sera abattu le 3 avril 1933.
Fritz Gerlich sera arrêté dans les bureaux de sa rédaction par des membres de la SA, le 9 mars 1933. Transféré au camp de concentration de Dachau, il y sera maltraité pendant ses 15 mois de détention avant d'y être assassiné lors de la nuit des Longs Couteaux.

## Postérité

### Hommages
Un prix cinématographique porte son nom, le Prix Fritz-Gerlich (de).

### Dans la fiction
Dans le téléfilm historique de 2003 Hitler : La Naissance du mal (Hitler: The Rise of Evil en version originale) du réalisateur Christian Duguay, son personnage est interprété par l'acteur  Matthew Modine.